# Going to Mars: The Nikki Giovanni Project
Going to Mars: The Nikki Giovanni Project ist ein Dokumentarfilm von Michèle Stephenson und Joe Brewster. Die Filmbiografie wirft einen Blick auf das Leben der im Dezember 2024 verstorbenen Lyrikerin Nikki Giovanni und einige historische Momente, die sie geprägt haben, von der Bürgerrechtsbewegung bis zu Black Lives Matter. Die Premiere von Going to Mars fand im Januar 2023 beim Sundance Film Festival statt.

## Inhalt und Biografisches

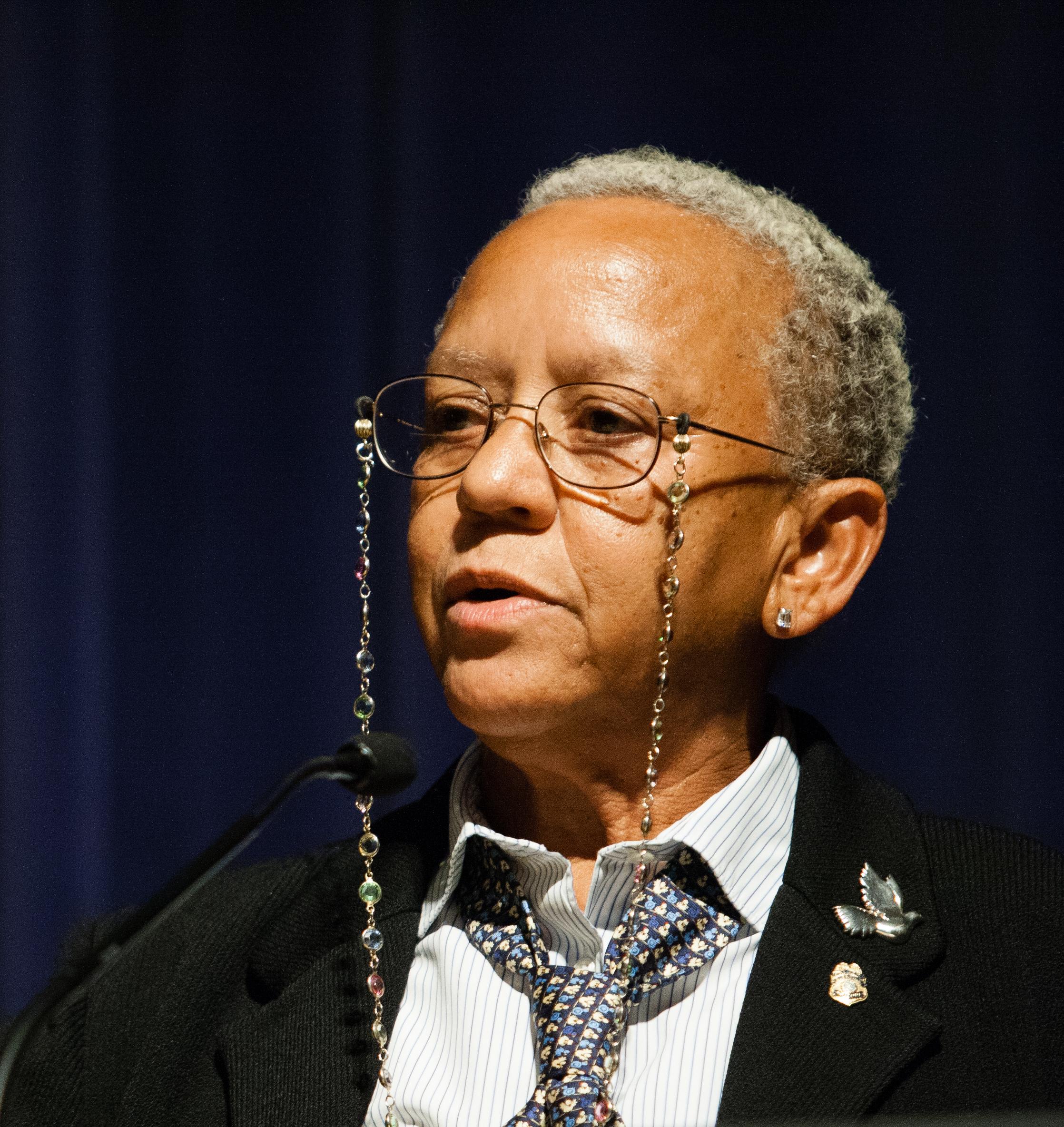
Die Lyrikerin Nikki Giovanni

Die US-amerikanische Lyrikerin und PoC-Aktivistin Nikki Giovanni gilt in ihrem Heimatland als lebende Legende und verlieh über 50 Jahre lang mit ihrem Werk der afroamerikanischen Erfahrung eine starke, generationsübergreifende Stimme. Sie erlebte die Bürgerrechtsbewegung, das Black Arts Movement und Black Lives Matter mit und war über viele Jahrzehnte in diesen Bewegungen engagiert. Im Jahr 1973 wurde eine Gemeinschaftsarbeit unter dem Titel  A Dialogue veröffentlicht, in die ein Gespräch von ihr mit dem Schriftsteller James Baldwin im Rahmen der Fernsehsendung Soul! zwei Jahre zuvor einfloss.

## Produktion

### Regie und Drehbuch
Regie führten Michèle Stephenson und Joe Brewster. Die Künstlerin und Autorin Stephenson hat panamaische und haitianische Wurzeln und ist als Menschenrechtsanwältin tätig. Ihr Film American Promise wurde für drei Emmys nominiert, darunter als bester Dokumentarfilm. Brewster ist als Psychiater tätig und studierte in Harvard. Nachdem er zwei Jahre lang als Gefängnispsychiater im berüchtigten Brooklyn House of Detention tätig war, realisierte er 1995 seinen ersten Film mit dem Titel The Keeper.

### Kamera und Musik
Stephenson und Brewster arbeiteten mit den Kameramännern Alfredo Alcantara, Greg Harriott und Derek Wiesehahn zusammen. Letzterer war zuletzt für den Dokumentarfilm Rock Hudson: All That Heaven Allowed von Stephen Kijak tätig.
Die Musik steuerten der Jazzmusiker, Pianist und Arrangeur Chris Pattishall und der Komponist und Pianist Samora Pinderhughes bei. Das Soundtrack-Album mit insgesamt 32 Musikstücken soll am 7. Juni 2024 von Machel Projects als Download veröffentlicht werden.

### Veröffentlichung
Der Film feierte am 20. Januar 2023 beim Sundance Film Festival seine Premiere. Im Nachgang sicherte sich HBO Documentary Films die Rechte. Im Oktober 2023 wurde er beim New York Film Festival und beim London Film Festival vorgestellt. Am 3. November 2023 kam der Film in ausgewählte US-Kinos.

## Rezeption

### Kritiken
Von den bei Rotten Tomatoes aufgeführten Kritiken sind 96 Prozent positiv bei einer durchschnittlichen Bewertung mit 7,5 von 10 möglichen Punkten.

### Auszeichnungen
Im Rahmen der Oscarverleihung 2024 wurde Going to Mars: The Nikki Giovanni Project in eine Shortlist der Kategorie Bester Dokumentarfilm aufgenommen. Im Folgenden eine Auswahl weiterer Auszeichnungen und Nominierungen.
Cinema Eye Honors Awards 2024
- Auszeichnung für das Beste Visual Design (Thomas Curtis und Sean Pierce)[11]

Independent Spirit Awards 2024
- Nominierung als Bester Dokumentarfilm (Joe Brewster, Michèle Stephenson und Tommy Oliver)

Sundance Film Festival 2023
- Auszeichnung mit dem Grand Jury Prize - Documentary (Joe Brewster und Michèle Stephenson)[12]